# 千分尺

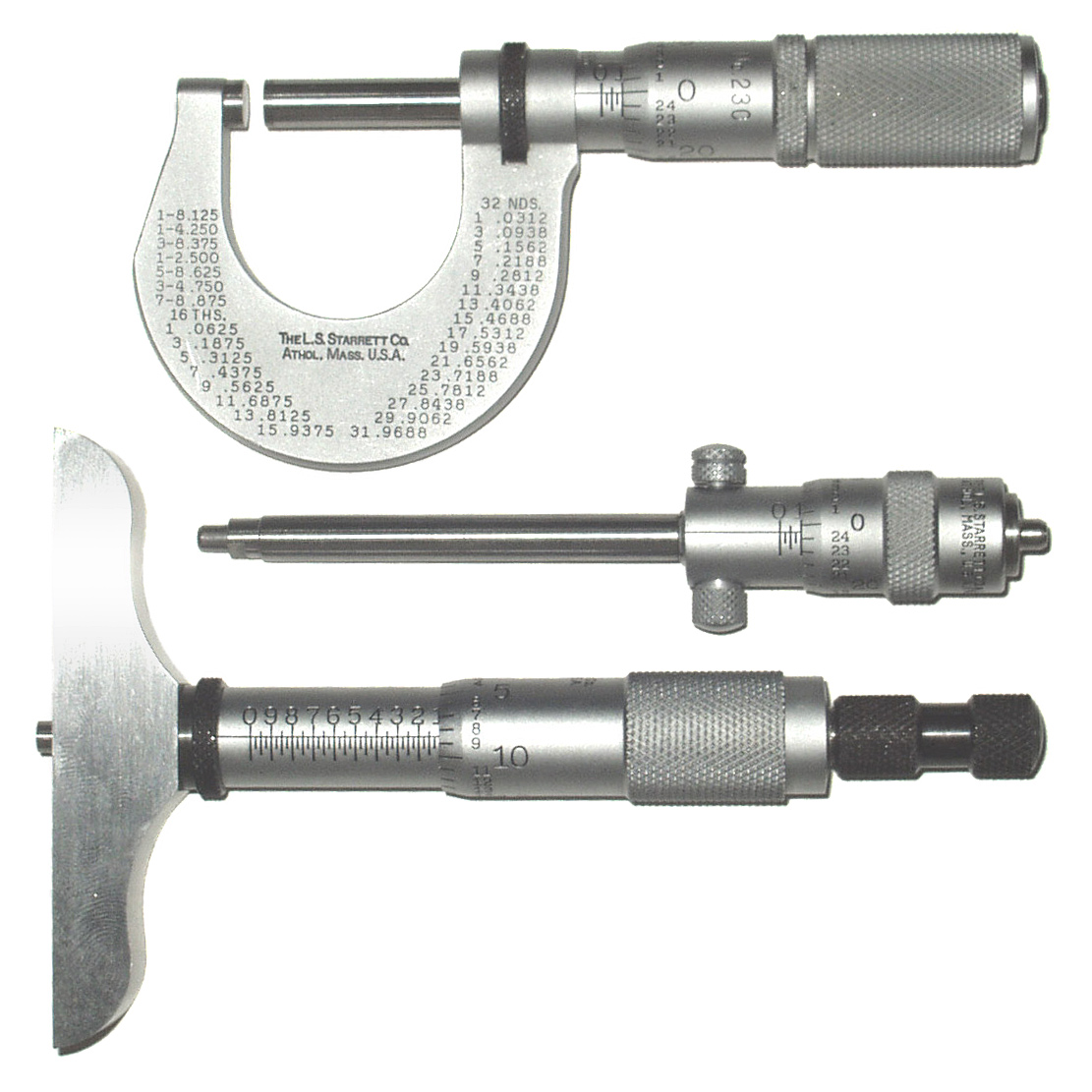
外徑測微器（上）
內部測微器（中）
深度測微器（下）

千分尺，又称螺旋測微器、測微器、分厘卡，一种测量工具，用于精密测量小尺度的长度。 主軸是一個加工非常精確的螺絲，待測量的物體放置在主軸和砧座之間。透過轉動棘輪旋鈕或頂針來移動主軸，直到主軸和砧座輕輕接觸到被測物體。从原理上，螺旋测微器可分为机械式千分尺和电子千分尺两类。机械式千分尺是依据螺旋放大的原理制成的。
千分尺也用於望遠鏡和顯微鏡中，用來測量天體或微觀物體的表觀直徑。與望遠鏡搭配使用的千分尺是由英國天文學家 William Gascoigne 於 1638 年左右發明的。

## 類型

### 基本類型
分為3種：
- 外徑千分尺 （又名千分尺卡尺），通常用來衡量電線，球體，軸和塊。
- 內径千分尺 ，用來測量孔的直徑。
- 深度千分尺 ，用來測量槽的深度。

## 工作原理
- 主尺的精密度：即其最小刻度，通常為 0.5 mm (在主尺中央標線兩側劃有刻度線，一側為整數刻度，另一側為 0.5 刻度)。

- 螺旋測微器的精密度：由副尺與主尺的配合而得，為副尺的最小刻度。

## 结构

顯示 7.145 mm ± 0.005 mm 測量值的千分尺圖表

千分尺由以下部分組成：
1. 鐵砧：主軸移動的閃亮部分，樣品靠在該部分。
2. 心軸：頂針向砧座移動的閃亮圓柱形部件。
3. 棘輪止動裝置：手柄末端的裝置，透過校準扭矩滑動來限制施加的壓力。
4. 套筒、底座或者主軸：固定圓形部件上帶有線性刻度。在某些儀器中，刻度標記在內部固定筒上的緊密配合但可移動的圓柱形套筒上。這樣可以透過稍微改變套筒的位置來完成調零。[3][4]
5. 框；架；構架：C 形主體使砧座和圓柱保持彼此恆定的關係。它之所以厚，是因為它需要最大限度地減少彎曲、膨脹和收縮，這會扭曲測量結果。框架很重，因此具有很高的熱容量，以防止握住的手或手指大幅升溫。 Explanation: if one holds the frame long enough so that it heats up by 10 °C, then the increase in length of any 10 cm linear piece of steel is of magnitude 1/100 mm. 對於千分尺來說，這是其典型的精度範圍。 Micrometers typically have a specified temperature at which the measurement is correct (often 20 °C [68 °F], which is generally considered "room temperature" in a room with HVAC). Toolrooms are generally kept at 20 °C [68 °F].
6. 頂針刻度：旋轉刻度標記。
7. 防鬆螺帽、鎖緊環或是頂針鎖：滾花部件（或槓桿），可以擰緊以保持主軸靜止，例如在暫時保持測量值時。
8. 套管：拇指轉動的組件。